# Persone di nome William/Nobili
| Questa pagina contiene informazioni ricavate automaticamente dalle voci biografiche con l'ausilio del template Bio e di un bot. L'aggiornamento è periodico e automatico e ricostruisce completamente la pagina. Se manca una persona in questa lista, sei pregato di non aggiungerla, ma accertati piuttosto che la sua voce biografica contenga il template Bio e che i dati anagrafici siano correttamente compilati. Se il template Bio manca, inseriscilo tu stesso o, in alternativa, metti l'avviso {{tmp\|Bio}} che ne segnala la mancanza. Se i dati riportati sono sbagliati, correggi direttamente la voce biografica; le modifiche saranno visibili in questa lista entro pochi giorni. Per chiarimenti vedi il progetto antroponimi. La lista contiene solo le 140 persone che sono citate nell'enciclopedia e per le quali è stato implementato correttamente il template Bio. Pagina aggiornata al 6 ago 2025. |

Questa è una lista di persone presenti nell'enciclopedia che hanno il nome William e sono nobili.

## B(7)
- William Bagot, II barone Bagot, nobile inglese (Londra, n. 1773 - Blithfield, † 1856)
- William Beauclerk, VIII duca di St. Albans, nobile inglese (n. 1766 - Londra, † 1825)
- William Beauclerk, IX duca di St. Albans, nobile inglese (n. 1801 - Londra, † 1849)
- William Bentinck, II duca di Portland, nobile inglese (n. 1709 - † 1762)
- William Bonville, VI barone Harington, nobile britannico (Chewton Mendip, n. 1442 - † 1460)
- William Bonville, I barone Bonville, nobile e militare britannico (Old Shute House - St Albans, † 1461)
- William Donn de Burgh, nobile irlandese (n. 1312 - Carrickfergus, † 1333)

## C(31)
- William Cadogan, I conte Cadogan, nobile e ufficiale inglese (Liscartan, n. 1675 - Kensington, † 1726)
- William Capell, III conte di Essex, nobile e diplomatico inglese (n. 1697 - † 1743)
- William Capell, IV conte di Essex, nobile inglese (n. 1732 - St. James's, † 1799)
- William Carey, nobile britannico (n. 1495 - † 1527)
- William Carnegie, VIII conte di Northesk, nobile scozzese (n. 1794 - † 1878)
- William Cavendish, IV duca di Devonshire, nobile e politico britannico (Londra, n. 1720 - Spa, † 1764)
- William Cavendish, I duca di Devonshire, nobile, politico e militare inglese (n. 1640 - † 1707)
- William Cavendish, II duca di Devonshire, nobile e politico inglese (Londra, n. 1672 - Londra, † 1729)
- William Cavendish, III duca di Devonshire, nobile e politico inglese (n. 1698 - † 1755)
- William Cavendish, V duca di Devonshire, nobile e politico inglese (Londra, n. 1748 - Londra, † 1811)
- William Cavendish, VI duca di Devonshire, nobile e politico inglese (Parigi, n. 1790 - Hardwick Hall, † 1858)
- William Cavendish, VII duca di Devonshire, nobile e politico britannico (Londra, n. 1808 - † 1891)
- William Cavendish, marchese di Hartington, nobile britannico (Chatsworth, n. 1917 - Bruxelles, † 1944)
- William Cavendish, III conte di Devonshire, nobile e politico inglese (n. 1617 - † 1684)
- William Cavendish, II conte di Devonshire, nobile e politico inglese (n. 1590 - Londra, † 1628)
- William Cavendish, I conte di Devonshire, nobile e politico inglese (n. 1552 - † 1626)
- William Henry Cavendish-Bentinck, III duca di Portland, nobile e politico britannico (Nottinghamshire, n. 1738 - Londra, † 1809)
- William Cecil, II conte di Salisbury, nobile e politico britannico (Westminster, n. 1591 - Hatfield, † 1668)
- William Cecil, III marchese di Exeter, nobile e politico inglese (n. 1825 - † 1895)
- William Frederick Collings, nobile britannico (n. 1852 - † 1927)
- William Thomas Collings, nobile britannico (Guernsey, n. 1823 - Sark, † 1882)
- William Compton, I conte di Northampton, nobile inglese († 1630)
- William Courtenay, II conte di Devon, nobile e politico inglese (n. 1529 - Piccardia, † 1557)
- William Courtenay, VII conte di Devon, nobile e politico inglese (Powderham, n. 1709 - Powderham, † 1762)
- William Courtenay, VIII conte di Devon, nobile inglese (n. 1742 - Londra, † 1788)
- William Courtenay, I conte di Devon, nobile britannico (n. 1475 - † 1511)
- William Courtenay, IX conte di Devon, nobile inglese (n. 1768 - Parigi, † 1835)
- William Craven, IV conte di Craven, nobile e politico inglese (n. 1868 - Cowes, † 1921)
- William Craven, VI barone Craven, nobile inglese (Staunton Lacy, n. 1738 - Losanna, † 1791)
- William Craven, I conte di Craven, nobile e ufficiale inglese (Londra, n. 1770 - Cowes, † 1825)
- William Craven, II conte di Craven, nobile inglese (Londra, n. 1809 - Scarborough, † 1866)

## D(19)
- William d'Aubigny, III conte di Arundel, nobile inglese (Arundel - Italia, † 1221)
- William Douglas, Lord di Liddesdale, nobile scozzese
- William Douglas the Hardy, nobile scozzese (Scozia - Torre di Londra)
- William Douglas, I conte di Douglas, nobile scozzese (Scozia - † 1384)
- William Douglas, duca di Hamilton, nobile scozzese (n. 1634 - Holyrood Palace, † 1694)
- William Douglas, IV baronetto, nobile e politico scozzese (n. 1730 - † 1783)
- William Douglas, I marchese di Douglas, nobile scozzese (n. 1589 - Douglas Castle, † 1660)
- William Douglas, VI conte di Morton, nobile scozzese († 1606)
- William Douglas, signore di Nithsdale, nobile e cavaliere medievale scozzese (Scozia)
- William Hamilton, XI duca di Hamilton, nobile scozzese (Londra, n. 1811 - Parigi, † 1863)
- William d'Aubigny, nobile († 1139)
- William de Beauchamp, IX conte di Warwick, nobile inglese (Elmley Castle, n. 1237 - Elmley Castle, † 1298)
- William de Beaumont, III conte di Warwick, nobile (n. 1140 - Palestina, † 1184)
- William de Ros, II barone de Ros, nobile inglese († 1316)
- William de Soules, nobile scozzese (Dumbarton, † 1321)
- William de Valence, I conte di Pembroke, nobile francese (Kent, † 1296)
- William Beauclerk, X duca di St. Albans, nobile, politico e ufficiale inglese (Londra, n. 1840 - † 1898)
- William de Vesci, nobile inglese (Alnwick, n. 1245 - Malton, † 1297)
- William di Ypres, nobile e militare inglese (n. 1090)

## F(12)
- Guglielmo d'Angiò, nobile normanno (Argentan, n. 1136 - Rouen, † 1164)
- William Feilding, VII conte di Denbigh, nobile inglese (Shrewsbury, n. 1796 - Londra, † 1865)
- William Fermor, I barone Leominster, nobile e politico inglese (n. 1648 - † 1711)
- William FitzAlan, XVI conte di Arundel, nobile inglese (Arundel, n. 1417 - Arundel, † 1487)
- William FitzAlan, XVIII conte di Arundel, nobile inglese (Arundel, n. 1476 - † 1544)
- William FitzClarence, II conte di Munster, nobile britannico (Montrose, n. 1824 - Hove, † 1901)
- William FitzGerald, II duca di Leinster, nobile, politico e poeta irlandese (Londra, n. 1749 - Dublino, † 1804)
- William FitzOsbern, I conte di Hereford, nobile e cavaliere medievale normanno (Normandia - Cassel, † 1071)
- William fitz Alan, nobile inglese (n. 1105 - † 1160)
- William FitzAlan, I signore di Oswestry e Clun, nobile inglese († 1210)
- William Fitz Alan, II signore di Oswestry e Clun, nobile inglese († 1215)
- William fitz Duncan, nobile scozzese († 1147)

## G(2)
- William Gordon, II conte di Aberdeen, nobile e politico scozzese (n. 1679 - Edimburgo, † 1745)
- William Graham, II conte di Montrose, nobile e politico scozzese (n. 1492 - Kincardine, † 1571)

## H(13)
- William Hamilton, II duca di Hamilton, nobile, militare e politico scozzese (Hamilton, n. 1616 - Worcester, † 1651)
- William Douglas-Hamilton, XII duca di Hamilton, nobile scozzese (Londra, n. 1845 - Algeri, † 1895)
- William Harcourt, III conte Harcourt, nobile e militare inglese (Inghilterra, n. 1743 - St Leonard's Hill, † 1830)
- William Hastings, I barone Hastings, nobile e militare britannico (Torre di Londra, † 1483)
- William George Hay, XVIII conte di Erroll, nobile e politico scozzese (n. 1801 - Londra, † 1846)
- William Herbert, I conte di Pembroke, nobile e politico inglese (n. 1501 - Londra, † 1570)
- William Herbert, III conte di Pembroke, nobile e politico inglese (n. 1580 - † 1630)
- William Herbert, I marchese di Powis, nobile e politico britannico (Londra, n. 1626 - Saint-Germain-en-Laye, † 1696)
- William Herbert, II marchese di Powis, nobile britannico (Londra, n. 1660 - Londra, † 1745)
- William Howard, I barone Howard di Effingham, nobile e ammiraglio inglese († 1573)
- William Howard, I visconte Stafford, nobile britannico (n. 1614 - Londra, † 1680)
- William Howard, nobile e antiquario inglese (Audley End House, n. 1563 - Greystoke, † 1640)
- William Howard, III barone Howard di Effingham, nobile inglese (n. 1577 - Hampton, † 1615)

## K(7)
- William Keppel, IV conte di Albemarle, nobile e politico inglese (n. 1772 - Quidenham, † 1849)
- William Keppel, VII conte di Albemarle, nobile, ufficiale e politico inglese (Londra, n. 1832 - † 1894)
- William Kerr, II marchese di Lothian, nobile e ufficiale scozzese (n. 1661 - † 1722)
- William Kerr, III marchese di Lothian, nobile scozzese (n. 1690 - Edimburgo, † 1767)
- William Kerr, IV marchese di Lothian, nobile, politico e ufficiale scozzese (n. 1710 - Bath, † 1775)
- William Kerr, V marchese di Lothian, nobile scozzese (n. 1737 - † 1815)
- William Kerr, VI marchese di Lothian, nobile scozzese (n. 1763 - Richmond upon Thames, † 1824)

## L(5)
- William Lamb, II visconte Melbourne, nobile e politico britannico (Londra, n. 1779 - † 1848)
- William Legge, II conte di Dartmouth, nobile e politico inglese (n. 1731 - † 1801)
- William Legge, I conte di Dartmouth, nobile inglese (n. 1675 - † 1750)
- William Legge, IV conte di Dartmouth, nobile inglese (n. 1784 - † 1853)
- William Lyttelton, III barone Lyttelton, nobile e politico inglese (n. 1782 - Green Park, † 1837)

## M(3)
- William Maxwell, V conte di Nithsdale, nobile britannico (Dumfries, n. 1676 - Roma, † 1744)
- William Montacute, I conte di Salisbury, nobile britannico (Cassington, n. 1301 - Windsor, † 1344)
- William Montagu, V duca di Manchester, nobile, ufficiale e politico inglese (n. 1771 - Roma, † 1843)

## N(3)
- William Neville, I conte di Kent, nobile e militare inglese (n. 1405 - † 1463)
- William Neville, IV conte di Abergavenny, nobile inglese (n. 1792 - Birling, † 1868)
- William Neville, I marchese di Abergavenny, nobile e ufficiale inglese (Longford, n. 1826 - Rotherfield, † 1915)

## P(10)
- William Paget, I barone Paget, nobile e politico inglese (Wednesday, n. 1506 - † 1563)
- William Palmer, II conte di Selborne, nobile e politico inglese (n. 1859 - † 1942)
- William Parr, I marchese di Northampton, nobile britannico (Londra, n. 1513 - Warwick, † 1571)
- William Parr, I barone Parr di Kendal, nobile britannico (n. 1434 - † 1483)
- William Paston, II conte di Yarmouth, nobile e politico inglese (n. 1654 - Epsom, † 1732)
- William Petty, II conte di Shelburne, nobile e politico inglese (Dublino, n. 1737 - Londra, † 1805)
- William Pleydell-Bouverie, VII conte di Radnor, nobile inglese (n. 1895 - † 1968)
- William Pleydell-Bouverie, III conte di Radnor, nobile inglese (n. 1779 - † 1869)
- William Pleydell-Bouverie, V conte di Radnor, nobile e politico inglese (n. 1841 - † 1900)
- William de la Pole, I duca di Suffolk, nobile (Cotton, n. 1396 - Canale della Manica, † 1450)

## R(2)
- William Russell, I duca di Bedford, nobile, militare e politico inglese (Londra, n. 1616 - Londra, † 1700)
- William Ruthven, I conte di Gowrie, nobile scozzese († 1584)

## S(12)
- William Ansah Sessarakoo, nobiluomo inglese
- William Seymour, II duca di Somerset, nobile britannico (n. 1588 - Londra, † 1660)
- William Seymour, III duca di Somerset, nobile inglese (n. 1654 - † 1671)
- William Sinclair, nobile scozzese (n. 1410 - † 1484)
- William Somerset, III conte di Worcester, nobile inglese (n. 1526 - Hackney, † 1589)
- William Spencer, II barone Spencer di Wormleighton, nobile inglese (Althorp, n. 1591 - Althorp, † 1636)
- William Robert Spencer, nobile e poeta inglese (Kensington Palace, n. 1769 - † 1834)
- William Stafford, nobile e agente segreto inglese (Rochford, n. 1554 - † 1612)
- William Stanhope, II conte di Harrington, nobile, politico e generale inglese (n. 1719 - † 1779)
- William Stanley, VI conte di Derby, nobile inglese (n. 1561 - Chester, † 1642)
- William Stanley, IX conte di Derby, nobile inglese (n. 1655 - † 1702)
- William Stanley, nobile e militare britannico (n. 1435 - † 1495)

## T(1)
- William ap Thomas, nobile gallese (Londra, † 1445)

## U(1)
- William de Ufford, II conte di Suffolk, nobile britannico (Palazzo di Westminster, † 1382)

## V(3)
- William Vane, I duca di Cleveland, nobile e politico inglese (n. 1766 - St. James's, † 1842)
- William Villiers, II conte di Jersey, nobile inglese (n. 1682 - † 1721)
- William Villiers, III conte di Jersey, nobile inglese (n. 1707 - † 1769)

## W(9)
- William Waldegrave, VIII conte Waldegrave, nobile e ufficiale inglese (n. 1788 - † 1859)
- William Waldegrave, IX conte Waldegrave, nobile e politico inglese (n. 1851 - † 1930)
- William Ward, III conte di Dudley, nobile e politico scozzese (n. 1894 - † 1969)
- William Ward, IV conte di Dudley, nobile scozzese (n. 1920 - † 2013)
- William Wellesley-Pole, III conte di Mornington, nobile e politico irlandese (n. 1763 - Londra, † 1845)
- William West, I barone De La Warr, nobile inglese (n. 1520 - † 1595)
- William Ward, I conte di Dudley, nobile inglese (Edwardstone, n. 1817 - Londra, † 1885)
- William II de Cantilupe, nobile inglese († 1251)
- William O'Brien, II conte di Inchiquin, nobile e ufficiale irlandese (Doneraile, n. 1640 - Spanish Town, † 1692)